# 陈传夫
陈传夫，武汉大学研究生院院长、教授，主要从事图书馆学、信息资源管理和知识产权等方面的研究工作。担任《中国图书馆学报》副主编，入选中华人民共和国教育部2009年度"长江学者"特聘教授。